# 艾默斯多夫
艾默斯多夫（法語：Heimersdorf，法語發音：[aiməʁsdɔʁf] ⓘ）是法国上莱茵省的一个市镇，位于该省南部，属于阿尔特基什区。

## 地理
艾默斯多夫（47°34'20"N, 7°14'31"E）面积7.59 平方千米，位于法国大東部大區上莱茵省，该省份为法国东部内陆省份，是阿尔萨斯的一部分，今与下莱茵省组成了阿尔萨斯欧洲集体，其北临下莱茵省，西接孚日省，西南接贝尔福地区省，东侧沿莱茵河与德国相望，南与瑞士接壤。
与艾默斯多夫接壤的市镇（或旧市镇、城区）包括：伊尔桑格、拉尔吉岑、比塞勒。
艾默斯多夫的时区为UTC+01:00、UTC+02:00（夏令时）。

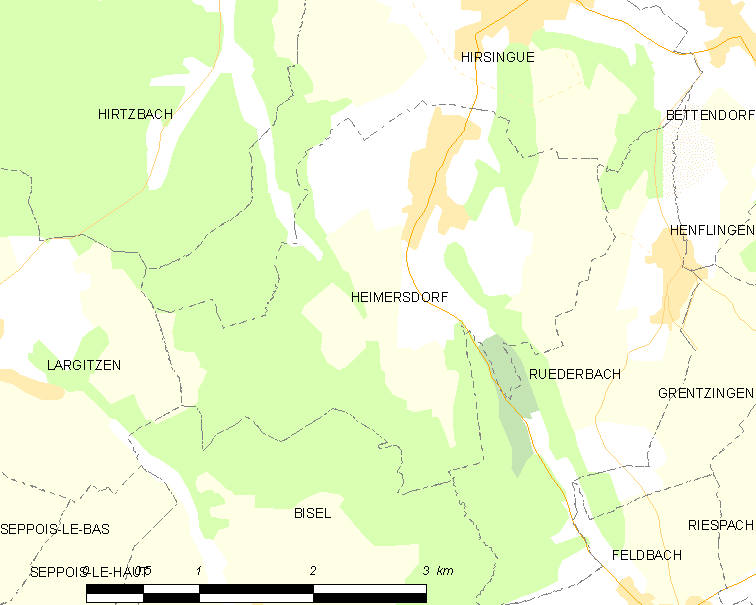
艾默斯多夫的OSM定位图

## 行政
艾默斯多夫的邮政编码为68560，INSEE市镇编码为68128。

## 政治
艾默斯多夫所属的省级选区为阿尔特基什县。

## 人口

1962-2008年间艾默斯多夫人口变化图示

艾默斯多夫于2022年1月1日时的人口数量为651人。